# Universiteit van Örebro
De Universiteit van Örebro (Zweeds: Örebro universitet) is een openbare universiteit in de Zweedse stad Örebro. Ze geeft onderwijs aan 17.000 studenten en 490 doctoraatsstudenten en telt 125 professoren en 840 lesgevers en vorsers. De universiteit beschikt over een ruime campus ten zuidoosten van het stadscentrum, een universitair ziekenhuis en een hotelschool.

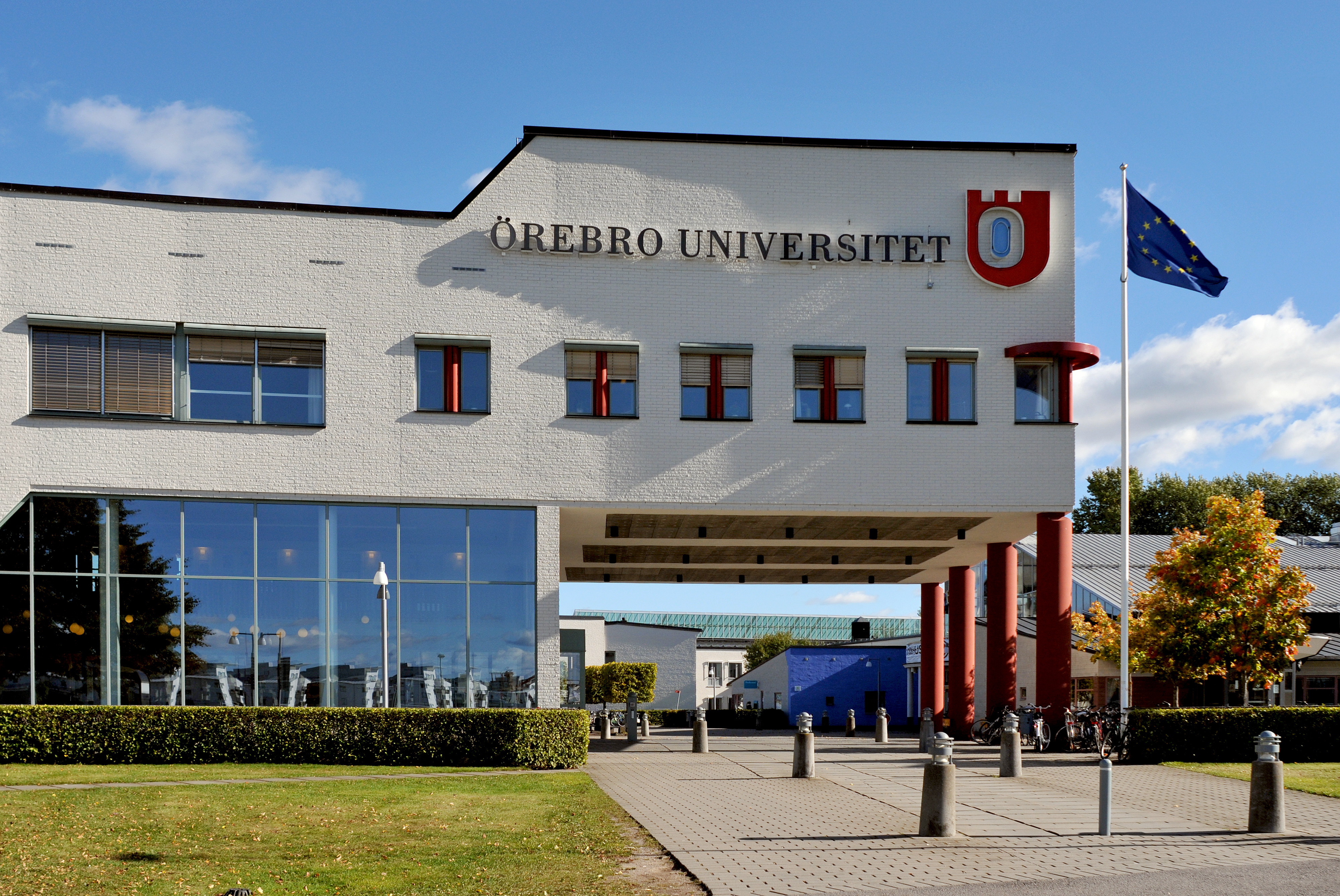
Hoofdgebouw

## Geschiedenis
De universiteit gaat terug op een afdeling van de Universiteit van Uppsala die in 1967 in Örebro werd gesticht. In 1977 ontstond door een fusie de hogeschool Högskolan i Örebro. Die verkreeg in 1999 van de overheid universiteitsstatus.